# Jakub Mareš
Jakub Mareš (Teplice, 1987. január 26. –) cseh labdarúgó, jelenleg a Slovan Bratislava játékosa.

## Pályafutása
Mareš az FK Teplice akadémiáján nevelkedett, majd a felnőtt csapatban is bemutatkozhatott. Mareš a cseh válogatott tagjaként részt vett a 2006-os U19-es labdarúgó-Európa-bajnokságon és a 2007-es U20-as labdarúgó-világbajnokságon is.

## Sikerei, díjai
- U20-as labdarúgó-világbajnokság ezüstérmes: 2007